# Tự ion hóa

Minh họa quá trình tự ion hóa với nguyên tử có hai electron hóa trị

Tự ion hóa (tiếng Anhː autoionization) là quá trình một nguyên tử hoặc một phân tử ở trạng thái kích thích tự phát ra một trong các electron lớp vỏ ngoài cùng. Do đó chúng đi từ trạng thái có điện tích Z đến một trạng thái Z + 1, tức là đi từ một trạng thái trung hòa về điện đến trạng thái ion hóa.
Trạng thái tự ion hóa thường tồn tại trong chu kỳ bán rã, và do đó có thể được mô tả bằng cộng hưởng Fano hơn là trạng thái liên kết bình thường. Chúng có thể được quan sát dưới dạng các biến thể trong mặt cắt ion hóa của các nguyên tử và phân tử, bằng quá trình quang hóa ion, điện tử hóa ion và các phương pháp khác.

## Các ví dụ
Ví dụ, một số cộng hưởng Fano trong phổ quang ion hóa cực tím rất sâu (extreme ultraviolet photoionization spectrum) của neon được cho là do các trạng thái tự ion hóa. Một số khác là do kích thích một electron, chẳng hạn như một loạt ba đỉnh tín hiệu cực đại (strong similarly shaped peaks) có hình dạng giống nhau ở năng lượng 45,546; 47,121 và 47,692 eV, được hiểu là trạng thái 1s22s12p6np (1P) trong đó n = 3, 4 và 5. Nguyên tử neon trung hòa điện cần năng lượng kích thích electron ở phân lớp 2s lớn hơn năng lượng ion hóa thứ nhất để kích thích một electron ở phân lớp 2p. Khi quá trình tự ion hóa xảy ra, sự kích thích electron np → 2s (de-excitation) cung cấp năng lượng cần thiết để loại bỏ một electron 2p và hình thành trạng thái Ne+.
Các cộng hưởng khác được cho là do kích thích hai electron. Phổ quang ion hóa neon tương tự được xem xét ở trên chứa cộng hưởng mạnh thứ tư trong cùng một vùng ở 44,979 eV nhưng có hình dạng rất khác, được hiểu là trạng thái 1s22s22p43s 3p (1P). Đối với quá trình tự ion hóa, quá trình kích thích 3s → 2p cung cấp năng lượng để loại bỏ electron ở phân lớp 3p.
Sự ion hóa electron cho phép quan sát một số trạng thái không thể áp dụng quang ion hóa do các quy tắc liên quan. Ví dụ một lần nữa với neon, sự kích thích của các trạng thái triplet bị ngăn cản bởi quy tắc chọn spin ΔS = 0, nhưng trạng thái 1s22s22p43s 3p (3P) đã được quan sát bằng cách ion hóa electron ở 42,04 eV. 
Nếu thiếu điện tử lõi, một ion dương có thể tự ion hóa thêm và mất electron thứ hai nhờ hiệu ứng Auger. Trong nguyên tử neon, kích thích bằng tia X có thể loại bỏ một electron phân lớp 1s, tạo ra một ion Ne+ bị kích thích có cấu hình 1s12s22p6. Trong quá trình Auger tiếp theo, sự chuyển tiếp 2s → 1s và sự phát xạ đồng thời của electron thứ hai từ phân lớp 2p dẫn đến trạng thái ion Ne2+ 1s22s12p5.
Ngoài ra, các phân tử có thể tự ion hóa bằng dao động phân tử trong trạng thái Rydberg, trong đó một lượng nhỏ năng lượng cần thiết để ion hóa trong trạng thái Rydberg được cung cấp bởi dao động kích thích (vibrational excitation).

## Tự phân tách
Khi trạng thái kích thích của nguyên tử hoặc phân tử bao gồm trạng thái hợp chất (compound states) của hạt không mang điện và electron được kích thích cộng hưởng, quá trình tự ion hóa được gọi là quá trình tự phân tách (tạm dịch từ autodetachment). Trong trường hợp này, trạng thái hợp chất bắt đầu bằng điện tích ròng âm (net negative charge) trước quá trình tự ion hóa và kết thúc bằng trạng thái trung hòa điện tích (neutral charge). Trạng thái kết thúc thường sẽ là trạng thái dao động kích thích hoặc trạng thái quay (rotationally excited state) do năng lượng dư thừa từ quá trình cộng hưởng kèm theo.